# Glimmerdagg
Glimmerdagg är en fiktiv stad i Sverige, där den största delen av Suneböckerna och böckerna om Håkan Bråkan, samt filmatiseringarna av dessa böcker, utspelar sig. Sune bor med sin familj i en tvåvåningsvilla i Glimmerdagg. I de tidigare böckerna bor de på Astavägen, i senare böcker på Trollvägen 4., som är belägen någonstans i närheten av Karlskoga och Örebro. Staden är av mellanstor storlek. Familjen Andersson lämnar Glimmerdagg i Sune och Svarta Mannen och beger sig till en icke namngiven stad 15 mil bort, för att sedan flytta tillbaka i slutet av Duktigt, Sune!. I de tidiga böckerna användes inte namnet "Glimmerdagg", och i stället talades det bara om "staden".

## Centrum
Staden har ett stadshus i centrum, vilket Sune och Fabian Petterson åker förbi då Sune är på rymmen i Sune börjar tvåan.

## Kultur och fritid
I Sagan om Sune besöker Sunes skolklass badhuset, som då renoverats. Sunes mor Karin arbetar på Glimmerdaggs stora bibliotek.

## Skola och utbildning
Sune och Anna går på Söderskolan, som tar årskurs 1-6.

## Sport
- I Håkan Bråkan och bolltrollaren spelar Håkan fotboll i BK Daggen[4]

## Religion och andlighet

### Kristendom
I Sune och Svarta Mannen döps Isabelle i stadens stora kyrka.

## Kommunikationer
Det har framgått i filmerna att Glimmerdagg har såväl järnväg som järnvägsstation. Stationen trafikeras av Öresundståg vilket framgår i Sune vs Sune. I Sune – Best man framgår det också att Glimmerdagg har motorväg som åtminstone når till Göteborg.

## Vårdinrättningar
Sune ligger inne för blindtarmsoperation på stadens sjukhus i Sune börjar tvåan. Där ligger även Karin i Familjen Anderssons sjuka jul. I Familjen Anderssons sjuka jul promenerar Håkans förskolegrupp till Lyckebos äldreboende för att lussa.

### Fotnoter
1. 1 2  ”Känner du familjen Andersson?”. Anders Jakobssons och Sören Olssons webbplats. http://www.soren-anders.se/artiklar/artiklar/20140917/kanner-du-familjen-andersson. Läst 3 april 2015.
2. ↑  ”Sune - 20 år i gubbarnas paradis” (på svenska). Dagens nyheter. 22 november 2004. http://www.dn.se/kultur-noje/sune-20-ar-i-gubbarnas-paradis/. Läst 3 april 2015.
3. ↑  Sören Olsson. ”Sunes sida”. Sören Olssons webbplats. https://www.sorenolsson.com/Soren_Olsson/Sunes_sida.html. Läst 26 oktober 2020.
4. ↑  ”Böckerna om Håkan Bråkan”. Anders Jakobssons och Sören Olssons webbplats. http://www.soren-anders.se/artiklar/artiklar/20140917/bockerna-om-hakan-brakan. Läst 3 april 2015.
5. ↑  Jacobsson, Olsson, Anders, Sören. ”Isabelles dop”. Sune och Svarta Mannen. Sune. Stockholm. sid. 83. Läst 4 april 2015.  ”Sune tänker på den stora kyrkan i stan”